# 大成 (琉球国王)
大成（たいせい、1247年（淳祐7年）? - 1309年1月19日（至大元年12月8日）?）は、『中山世鑑』や『中山世譜』などの琉球王国の歴史書に登場する王である。英祖王統の2代目であり、英祖の長男である。在位：1300年 - 1308年。

## 系譜
（系譜は伝記による）
- 父：英祖
- 母：不詳
- 妃：不詳
- 長男：浦添王子
- 次男：英慈王（世子）
- 三男：具志頭王子
- 四男：具志川王子
- 五男：勝連王子（勝連城主）
  - 孫：勝連按司
    - 曽孫：勝連按司
      - 玄孫：勝連按司
        - 来孫：勝連按司
          - 昆孫：勝連按司
            - 仍孫：勝連若按司

- 三女：応理屋按司